# Rostvingad busktyrann
Rostvingad busktyrann (Cnemarchus rufipennis) är en fågel i familjen tyranner inom ordningen tättingar.

## Utseende och läte
Rostvingad busktyrann är en rätt stor och trastlik grå tyrann. Fjäderdräkten är askgrå med vitt på undergumpen. Den har fått sitt namn av rödbruna inslag i vingar och stjärt, som dock kan vara svårt att se på sittande fågel men väl synligt i flykten. Lätet är ett svagt och ljust "tree".

## Utbredning och systematik
Rostvingad busktyrann delas in i två underarter med följande utbredning:
- Polioxolmis rufipennis rufipennis – förekommer i Anderna från Peru till nordvästligaste Argentina och norra Chile
- Polioxolmis rufipennis bolivianus – förekommer i  Anderna i centrala Bolivia

## Släktestillhörighet
Tidigare placerades fågeln som ensam art i Polioxolmis. Genetiska studier visar dock att den står mycket nära rödgumpad busktyrann (Cnemarchus erythropygius). De placeras därför numera i samma släkte, där Cnemarchus har prioritet.

## Levnadsätt
Rostvingad busktyrann hittas i höga bergstrakter, i buskmarker och skogsbryn, men ibland även i Polyplepis-skogar. Där ses den sitta upprätt i busktoppar, på exponerade grenar och på klippblock, varifrån den faller ner på marken för att fånga byten. Den kan också ofta ses ryttla.

## Status och hot
Arten har ett stort utbredningsområde, men tros minska i antal, dock inte tillräckligt kraftigt för att den ska betraktas som hotad. Internationella naturvårdsunionen IUCN listar arten som livskraftig (LC).